# Enric Adserà Riba
Enric Adserà i Riba (Cabra del Camp, Alt Camp, 1 d'octubre de 1939) és un escultor, pintor i artista gràfic català.
Nascut tot just acabada la Guerra Civil, al municipi tarragoní de Cabra del Camp, les seves inquietuds artístiques es manifestaren des de primerenca edat, fent els seus primers dibuixos i esbossos quan començà a anar a l'escola municipal, però no es conformà amb la tècnica del dibuix sinó que també en va provar d'altres com l'escultura. Inicià els estudis artístics amb l'escultor Josep Busquets a Valls, entre el 1952 i el 1954, any que es traslladà a Barcelona per continuar la formació a l'Escola de la Llotja fins al 1958, i posteriorment, al Cercle Artístic de Sant Lluc, a més del contacte que tingué amb diversos artistes, com Josep Pla-Narbona, treballà com a grafista i il·lustrador.
El 1948, amb sols 9 anys tingué la possibilitat d'observar durant una setmana el treball d'un gran arquitecte modernista com fou Cèsar Martinell, descobrint al costat d'aquest aspectes artístics com l'espai i la perspectiva. Pocs anys després rebé classes magistrals de l'escultor Josep Busquets. El 1954 marxà a viure a Barcelona on ja hi havia els seus oncles i gràcies als quals començà a treballar en l'àmbit de l'arquitectura, a més d'assistir a classes a Llotja durant quatre anys. El 1955 s'inicià en el món de la publicitat, treballant en un dels estudis de disseny gràfic més prestigiosos de Barcelona, amb el dissenyador Josep Pla Narbona. Però continuà en el món del dibuix i la pintura, pràctica per a la qual sempre tenia temps; va fer els seus primers nus a la Cúpula del Coliseum del Cercle Artístic Sant Lluc de Barcelona, lloc on solia anar a dibuixar.
El 1955 va entrar a formar part de l'Orfeó Laudate; la coral viatjà a Gal·les el 1959 amb motiu del International Musical Eisteddfod, en aquest viatge va conèixer la seva futura esposa, Korrie de Boer, una jove neerlandesa, cantant, pintora i escultora. L'any següent es traslladà a Holanda on s'instal·laria definitivamentmés endavant. Fou en aquest moment quan l'artista començà a tenir contacte amb el món del gravat, sota el mestratge de l'artista Toon Pluijmers en la Hendrick de Keyzerschool, una escola tècnica que tenia una secció artística. El 1961 va fer la seva primera exposició individual al Wethouder Oudheusdenschool, MULO, de Hoofddorp, en la qual presentà dibuixos, olis i aquarel·les realitzats durant aquesta estada a Holanda.
Aquell mateix any l'obligació de fer el servei militar l'obligà a deixar de banda la seva carrera artística i també Holanda, per marxar a Almeria i posteriorment a Melilla. Un cop finalitzat el servei militar, el 1962 marxà un altre cop a Holanda per quedar-s'hi definitivament. A Amsterdam treballà en el camp publicitari mentre continuava la seva formació artística en la Rijksakademie van Beeldende Kunsten. Fou en aquesta època quan Enric s'interessà realment per la tècnica del gravat, descobrint en aquesta una nova manera d'expressió creativa que en un futur el portaria a la fama internacional. El 1963 es casa amb Korrie, amb la qual tingué dos fills: Gosse Evert, i Miquel.
El 1970, havent-se traslladat de casa i d'estudi, l'Enric presenta la primera sèrie de gravats, coneguda com Els bidons. Dos anys més tard, pren la decisió de convertir-se en artista autònom, deixant d'aquesta manera la feina de publicitat. El 1975 adquireixen, per a les èpoques de l'any que passen fora d'Holanda, una casa-estudi a Barberà de la Conca, una vila molt propera al poble natal de l'Enric, Cabra del Camp. En els anys que segueixen i fins al moment realitza tot un seguit d'exposicions tant individuals com col·lectives en diferents institucions tant d'Espanya com d'Holanda, la seva obra és reconeguda a nivell internacional quan el 1996 la sèrie Les parets dels meus tallers viatja a Nova York per ser exposada.

## Obra
L'obra d'Enric Aderà Riba és el reflex d'un artista polifacètic, són múltiples les tècniques que utilitza i també la manera com les aplica. Començà per les gràfiques, sent aquesta la primera eina amb la qual Enric experimentà les seves capacitats artístiques. Va continuar per la tècnica dels plafons, amb la qual ha estat reconegut per la sèrie Les parets dels meus tallers. La tècnica de l'obra de grans dimensions i monumental també va cridar l'atenció d'Enric, realitzant obres com Mosaicus¸1990, un muntatge de 200 gravats amb una mida total de 350 x 600 x 70 cm. Ha realitzar també moltes obres figuratives sobretot durant els primers anys artístics, així com obres per encàrrec, encara que l'Enric sempre hi posava la condició que el client no l'afectés a l'hora de treballar.

## Exposicions
- 1971: Exposició individual: Sala Municipal Sant Roc, Valls, Espanya

- 1973 : Exposició individual: Galerie Guido de Spa, Ámsterdam, Nederland
- Exposició individual: Galerie Nouvelles Images, Den Haag, Nederland
- Exposició col·lectiva: Museum Fodor, Ámsterdam, Nederland
- Exposició individual: Galerie Het Drukhuis, Ámsterdam, Nederland

- 1974: Exposició individual:Galerie Ars, Valls, Espanya
- Exposició col·lectiva: Galerie 42, Barcelona, Espanya
- Exposició col·lectiva: Stedelijk Museum, Ámsterdam, Nederland

- 1975: Exposició col·lectiva: Stedelijk Museum, Schiedam, Nederland

- 1976: Exposició col·lectiva: Gemeente Museum, Arnhem, Nederland
- Exposició col·lectiva: Stedelijk Museum, Zutphen, Nederland
- Exposició individual: Galerie De Zienagoog, Zaandam, Nederland
- Exposició individual: Galerie Nouvelles Images, Den Haag, Nederland
- Exposició individual: Galerie Da Costa, Ámsterdam, Nederland

- 1977: Exposició individual: Galerie SOKK, Oostzaan, Nederland
- Exposició individual: Galerie De Zienagoog, Zaandam, Nederland

- 1978: Exposició col·lectiva: Stedelijk Museum, Schiedam, Nederland
- Exposició col·lectiva: Stichting Beeldende Kunst, Haarlem, Nederland
- Exposició col·lectiva: Museum Fodor, Amsterdam

- 1979: Exposició individual: Gebouw Noord-Holland, Haarlem, Nederland
- Exposició col·lectiva: Galerie Lieshout, Ámsterdam, Nederland
- Exposició col·lectiva: Galerie Oude Rijn, Leiden, Nederland
- Exposició individual: Galerie SOKK, Oostzaan, Nederland
- Exposició col·lectiva: Galerie De Zienagoog, Zaandam, Nederland
- Exposició individual: Galerie Het Drukhuis, Ámsterdam, Nederland
- Exposició col·lectiva: Galeria Eude, Barcelona, Spanje
- Exposició col·lectiva: De Speeldoos, Zaandam, Nederland

- 1980: Exposició col·lectiva: Galerie Gamma, Ámsterdam, Nederland
- Exposició individual: Galerie Klein, Haarlem, Nederland
- Exposició col·lectiva: Galerie Alfart Leiden Nederland

- 1981: Exposició individual: Galerie De Zienagoog, Enric Adsera Riba, 20 jaar in Nederland, Zaandam, Nederland

- 1982: Exposició individual: Algemene Bank Nederland (S.B.K.), Ámsterdam, Nederland
- Exposició individual: Sala Municipal Sant Roc, Valls, Espanya
- Exposició individual: Galerie Librería Adserà, Tarragona, Espanya
- Exposició col·lectiva: Grafisch Collectief Thoets, Ámsterdam, Nederland
- Exposició individual: Stichting Nieuw Perspectief, Ámsterdam, Nederland
- Exposició individual: Galerie Gamma, Ámsterdam, Nederland
- Exposició col·lectiva: Grand Palais Parijs Frankrijk

- 1983: Exposició col·lectiva: El Gravat de Creació Calcografia, Contemporània a Catalunya, Barcelona, Espanya
- Exposició individual: Galeria Eude, Barcelona, Espanya

- 1984: Exposició col·lectiva: Galerie De Zienagoog, Zaandam, Nederland
- Exposició col·lectiva: Bullekerk, Zaandam, Nederland
- Exposició col·lectiva: Singer Museum, Grafiek Nu I, Laren, Nederland

- 1985: Exposició individual: Galerie Naber, Groningen, Nederland
- Exposició individual: Galerie Gamma, Ámsterdam, Nederland
- Exposició individual: Grafisch Collectief Thoets, Ámsterdam, Nederland
- Exposició col·lectiva: Culturele Raad NH + ZH, Hillegom, Nederland
- Exposició col·lectiva: De Zaaier, Zaanse Grafici, Assendelft, Nederland
- Exposició col·lectiva: Park Schouwburg, Hoorn, Nederland

- 1986: Exposició col·lectiva: Provinciehuis, Haarlem, Nederland
- Exposició col·lectiva: Mini Gravat Internacional, Cadaqués, Espanya
- Exposició col·lectiva: Centre Cultural de la Caixa de Pensiones (reizende expositie) o.a., Barcelona, Espanya
- Exposició col·lectiva: Tien jaar Gamma, Ámsterdam, Nederland
- Exposició col·lectiva: Galerie Naber, Groningen, Nederland
- Exposició col·lectiva: Leeghwater Beeldenpark, Purmerend, Nederland
- Exposició col·lectiva: Grote Kerk, Culturele Driehoek, Westzaan, Nederland
- Exposició col·lectiva: Oostzijderkerk, Zaandam, Nederland
- Exposició col·lectiva: De Balie (García Lorca), Ámsterdam, Nederland
- Exposició col·lectiva: Singer Museum, Grafiek Nu II, Laren, Nederland
- Exposició col·lectiva: Galerie Petit, Ámsterdam, Nederland

- 1987: Exposició col·lectiva: Galerie Gamma, Ámsterdam, Nederland
- Exposició col·lectiva: Museum Waterland, Purmerend, Nederland
- Exposició individual: Galerie De Zienagoog, Zaandam, Nederland
- Exposició individual: Museum Jan Heestershuis, Schijndel, Nederland
- Exposició col·lectiva: Galerie SOKK, Zaandam, Nederland
- Exposició col·lectiva: Mini Gravat Internacional, Cadaqués, Espanya

- 1988: Exposició individual: De Nieuwe Slof, Beverwijk, Nederland
- Exposició col·lectiva:Galerie Gamma, Ámsterdam, Nederland
- Exposició individual: Gemeentelijke Expositieruimte, Kampen, Nederland
- Exposició col·lectiva:Galerie 88. Beurs van Berlage, Ámsterdam, Nederland
- Exposició col·lectiva: De Zienagoog (Rotary), Zaandam, Nederland
- Exposició col·lectiva: Kunstzaken. Beurs van Berlage, Ámsterdam, Nederland
- Exposició individual: Galerie De Lange, Emmen, Nederland
- Exposició individual: Galerie Bramkha, Zaandam, Nederland
- Exposició col·lectiva:Singer Museum, Grafiek Nu III, CUBI, Laren, Nederland

- 1989 Exposició individual: Galerie De Ploegh, Amersfoort, Nederland
- Exposició col·lectiva:Galerie Naber 5 jaar, Groningen, Nederland
- Exposició col·lectiva:Muziek Theater, Ámsterdam, Nederland
- Exposició col·lectiva: Galerie De Ploegh, Ámsterdam, Nederland
- Exposició col·lectiva:De Heel, Zaandam, Nederland
- Exposició individual: Art Works, Ámsterdam, Nederland

- 1990 Exposició col·lectiva: Petit Parade, MUREN, Singer Museum, Laren, Nederland
- Exposició col·lectiva: Galerie Petit, Ámsterdam, Nederland
- Exposició col·lectiva:De Zonnehof, Amersfoort, Nederland
- Exposició individual: De Ploegh, Amersfoort, Nederland
- Exposició individual: Galerie Gamma, Ámsterdam, Nederland
- Exposició col·lectiva:Singer Museum, Grafiek Nu IV, MOSAICUS, Laren, Nederland

- 1991 Exposició col·lectiva: Sala Mun. Sant Roc, Premi Daniel Ventura, Valls, Espanya
- Exposició individual: Singer Museum, MUREN VAN MIJN ATELIERS, Laren, Nederland

- 1992 Exposició individual: Galerie Petit, Ámsterdam, Nederland
- Exposició col·lectiva: Galerie De Lange, Emmen, Nederland
- Exposició individual: Museu d'Art Modern, Tarragona, Espanya
- Exposició col·lectiva: Miniatuur-Museum, Gallery Reflex, Ámsterdam, Nederland
- Exposició col·lectiva:Singer Museum, Grafiek Nu V, Laren, Nederland
- Exposició col·lectiva: Galerie Gamma, Ámsterdam, Nederland
- Exposició col·lectiva: Galerie De Ploegh, Amersfoort, Nederland

- 1993: Exposició col·lectiva:Museum Flehite, Amersfoort, Nederland
- Exposició individual: Beyer Adviesgroep, Villa Uyt, Haarlem, Nederland
- Exposició individual: Galerie Jas, Utrecht, Nederland
- Exposició col·lectiva: De Ridder, Art Works, Ámsterdam, Nederland
- Exposició individual: Galerie De Zonnewagen, Oldebroek, Nederland
- Exposició individual: Kunstcentrum Zaanstad, Zaandam, Nederland
- Exposició col·lectiva:Internationale Grafiek Biënnale, Maastricht, Nederland
- Exposició col·lectiva:Grafiek Manifestatie, Alkmaar, Nederland
- Exposició col·lectiva:Zonnewijzers, De Ploegh, Amersfoort, Nederland
- Exposició col·lectiva:Mini Print Internacional, Cadaqués, Spanje
- Exposició individual: Galerie De Lange, Emmen, Nederland
- Exposició individual: Capella de Sant Roc, Valls, Espanya
- Exposició individual: Museu Municipal de Valls, Valls, Espanya
- Exposició col·lectiva: SBK Kennemerland, Haarlem, Nederland
- Exposició col·lectiva: Galerie Gamma, Ámsterdam, Nederland

- 1994: Exposició col·lectiva: Transterrats, Barcelona, Espanya
- Exposició individual: De Verbeelding, Baarle-Nassau, Nederland
- Exposició col·lectiva: Transterrats, Paris, França
- Exposició col·lectiva: Transterrats, Terrassa, Espanya
- Exposició col·lectiva: Transterrats, Castell-Platja d'Aro, Espanya
- Exposició col·lectiva: Transterrats, Tortosa, Espanya
- Exposició col·lectiva: VSB Galerie, Ijmuiden, Nederland
- Exposició individual: CASAL, l'Espluga de Francolí, Espanya
- Exposició col·lectiva: Transterrats, Salou, Espanya
- Exposició individual:Smelik & Stokking, Galeries Den Haag, Nederland
- Exposició col·lectiva:Transterrats, Lleida, Espanya
- Exposició col·lectiva:Pulchri Studio, NBM-Amstelland, Bouw & Kunst, Den Haag, Nederland
- Exposició individual:Stichting Kunstmanifestatie, Delden, Nederland
- Exposició individual:Art Works, Ámsterdam, Nederland
- Exposició col·lectiva:Transterrats, Manresa, Espanya
- Exposició col·lectiva: Kunstcentrum 20 jaar Kunstuitleen, Zaandam, Nederland

- 1995: Exposició col·lectiva: Galerie Boog, Naakt en erotiek, Oostzaan,Nederland
- Exposició individual:Gal.Kunstzaken Hofman en Partners, Alphen aan de Rijn, Nederland
- Exposició col·lectiva:Galerie Petit 25 jaar, Ámsterdam, Nederland
- Exposició col·lectiva: HOLLAND ART FAIR, Galerie Kunstzaken, Den Haag, Nederland
- Exposició col·lectiva:KUNST RAI (Galerie Petit), Ámsterdam, Nederland
- Exposició col·lectiva:Hilton Hotel, AMCHA, Ámsterdam, Nederland

- 1996: Exposició individual: Galerie Jas, Utrecht, Nederland
- Exposició individual:Centre Cultural de La Caixa, Terrassa, Espanya
- Exposició individual:Art Works, Ámsterdam, Nederland
- Exposició col·lectiva: SBK Kennemerland 25 jaar, Haarlem, Nederland
- Exposició individual:SBK Kennemerland, Villa Kars, Aerdenhout, Nederland
- Exposició individual:Galerie Siau, Ámsterdam, Nederland
- Exposició individual:Montserrat Gallery, New York, USA
- Exposició col·lectiva: K.U. Amstelveen, Amstelveen, Nederland
- Exposició col·lectiva: Kunstcentrum, tekeningen, Zaandam, Nederland
- Exposició individual:K.U. Gouda, Gouda, Nederland
- Exposició col·lectiva: ART MULTIPLE (Limited Editions, KcZaanstad), Dusseldorf, Duitsland
- Exposició col·lectiva: HOLLAND ART FAIR (Limited Editions, KcZaanstad), Den Haag, Nederland
- Exposició col·lectiva:Een goed portret is geen gezicht, Flehite Museum, Amersfoort, Nederland

- 1997: Exposició col·lectiva: Museum Waterland, Lustrum I, Purmerend, Nederland
- Exposició col·lectiva:De Ploegh en het Rondeel, Flehite Museum, Amersfoort, Nederland
- Exposició individual:Art Works, Ámsterdam, Nederland
- Exposició col·lectiva: Flehite Museum, 'Bouwen met karakter', De Ploegh, Amersfoort, Nederland
- Exposició col·lectiva:Mini Print Internacional, Cadaqués, Espanya
- Exposició col·lectiva:Kunstblik, AVRO De Burcht, Zaandam, Nederland
- Exposició col·lectiva: Tien over bloot, De Zonnehof AKG, Amersfoort, Nederland
- Exposició col·lectiva:Hoezo.. geen gezicht? portretten, Kunstuitleen, Hoorn, Nederland
- Exposició individual:Historia del Arte, Kunstuitleen, Hoorn, Nederland
- Exposició col·lectiva:Op de versiertour, Kunstcentrum, Zaanstad, Nederland
- Exposició individual:Kunst uit de Kast, Zaandam, Nederland
- Exposició col·lectiva:Verpak't, Kunstcentrum, Zaanstad, Nederland

- 1998: Exposició col·lectiva: Stichtse Grafiek Manifestatie, Flehite Museum, Amersfoort, Nederland
- Exposició col·lectiva:Nederlandse Vereniging voor Exlibris, Oostzaan, Nederland
- Exposició individual:Rotary Club Zaandam 1938-1998, actie pret, Zaandam, Nederland

- 1999 Exposició col·lectiva:Stichtse Grafiek Manifestatie, Flehite Museum, Amsersfoort, Nederland
- Exposició col·lectiva:Wisselwerk, Kunstcentrum, Zaanstad, Nederland
- Exposició col·lectiva:Holland Art Fair, KcZaanstad, Den Haag, Nederland
- Exposició individual:Galerie OKK, Leerdam, Nederland
- Exposició col·lectiva:KUNST RAI, Galerie De Ploegh, Amstelveen, Nederland
- Exposició col·lectiva:Een bedrijfscollectie Mercuriusgroep Wormerveer, KcZaanstad, Zaandam, Nederland
- Exposició col·lectiva Ziekenhuis De Heel 25 jaar, Zaandam, Nederland
- Exposició col·lectiva De Purmaryn, Purmerend, Nederland
- Exposició col·lectiva 25 jaar Kunstcentrum Zaanstad, Zaandam, Nederland
- Exposició col·lectiva Triptiek 2000, Helga Hofman, Alphen aan de Rijn, Nederland
- Exposició col·lectiva Millenium-tentoonstelling, Museum Waterland, Purmerend, Nederland
- Exposició col·lectiva Stichtse Grafiek Manifestatie, De Ploegh/Museum Flehite, Amersfoort Nederland

- 2000: Exposició col·lectiva Stichtse Grafiek Manifestatie, De Ploegh, Ijsselstein, Nederland
- Exposició col·lectiva Stichtse Grafiek Manifestatie, De Ploegh Rhenen, Nederland
- Exposició col·lectiva Galerie Petit, "Het gedroomde land", Ámsterdam, Nederland
- Exposició col·lectiva KunstRAI, Galerie Petit, Ámsterdam, Nederland
- Exposició col·lectiva Industrie en Handel 100 jaar, Kunstcentrum, Zaanstad, Nederland
- Exposició individual Museu d'Art Modern, exposició antològica, Tarragona, Espanya
- Exposició individual: Kunstcentrum Zaanstad, Zaandam, Nederland
- Exposició col·lectiva: Singer Museum, Grafiek Nu 9, Laren, Nederland

- 2001: Exposició individual: Museu Municipal, Valls, Espanya
- Exposició individual: Galerie De Verbeelding, Baarle-Nassau, Nederland

- 2002: Exposició individual: Galerie Vromans (Atrium), Ámsterdam, Nederland
- Exposició individual:Galerie SBK, Haarlem, Nederland

- 2004: Exposició individual: Kunstcentrum, Zaandam, Nederland
- Exposició individual:Zaans Museum, Zaanstad, Nederlans